# Die Nachrichten
Der Fernsehfilm Die Nachrichten aus dem Jahr 2005 basiert auf dem gleichnamigen Roman von Alexander Osang; er wurde im Auftrag des ZDF gedreht. In dem Film, der im Jahr 1995 spielt, geht es um den Nachrichtensprecher Jan Landers. Die Tatsache, dass er unter lauter „Wessi“-Kollegen der einzige „Ossi“ ist, sieht Landers als unproblematisch an. Er ist zukunfts- und karriereorientiert, anpassungsbereit und fällt daher als früherer DDR-Bürger fast gar nicht auf. Nachdem das Gerücht aufkommt, dass er als Inoffizieller Mitarbeiter der Stasi tätig gewesen sein soll, wird er von der Leitung des Senders vorläufig suspendiert.
Die Erstausstrahlung fand am 3. Oktober 2005 im Rahmen der Reihe „Fernsehfilm der Woche“ statt. Die Einschaltquote lag bei 3,79 Millionen Menschen, entsprechend einem Marktanteil von 10,9 % bei den ab Dreijährigen.

## Inhalt
22. September 1995, Hamburg. Der Nachrichtensprecher Jan Landers, ein „Ossi“, liest die Abendnachrichten. Er steht kurz vor der Ernennung zum Leiter der Nachrichtensendung. Landers stammt aus Ostberlin und hat ein Studium der Kulturwissenschaften an der Humboldt-Universität abgebrochen. Er ist alert und hat Schlag bei den Frauen. Auf einer Vernissage verliebt er sich in die Tochter des millionenschweren Brauereibesitzers Johannes Beer, Margarethe Beer. Landers schaut sich für einen Umzug ein Loft direkt an der Elbe an. Andernorts in Hamburg, Spiegel-Redaktionssitzung: Doris Theyssen, eine äußerst toughe Reporterin, soll einen Artikel zum Thema „Erfolgreiche Ossis“ über Sportler, Schauspieler, Geschäftsleute und eben auch Jan Landers schreiben.
Theyssen, die wie Landers aus Ostberlin stammt, recherchiert nach einem Tipp des ihr bekannten Leiters der Berliner Gauck-Behörde, Bernhard Blöger, in der Außenstelle Neubrandenburg der Stasi-Unterlagenbehörde über das Vorleben des Nachrichtensprechers. Davon bekommt zufällig der erfahrene Lokaljournalist Thomas Raschke Wind. Raschke – ziemlich versoffen, aber stets auf dem quivive – wittert prompt einen „Scoop“ für die Wochenendausgabe der naz (Neubrandenburger Allgemeine). Unter der Hand spielt ein Mitarbeiter der Unterlagenbehörde dem Reporter eine Karteikarte der Stasi über Landers zu. Ein Wettlauf zwischen den beiden Journalisten um die beste Story beginnt. Durch einen Anruf von Bernhard Blöger bei Landers’ Chef Reichelt erfährt nun der Sender, dass über Landers eine Stasi-Akte existiert und dieser möglicherweise IM war. Landers wird suspendiert, „aus der Schusslinie genommen“.
Der Nachrichtensprecher ist perplex. Da er sich keiner Schuld bewusst ist, allerdings einige Details seiner Vergangenheit fast völlig vergessen bzw. verdrängt hat, fährt er auf einen Anruf von Raschke hin mit dem Zug nach Neubrandenburg. Dort leistete er Anfang der 1980er Jahre für 18 Monate den Grundwehrdienst bei einem Hubschrauberregiment der NVA. Mit Raschke macht sich Landers auf die Suche nach der Wahrheit. Dabei wird er auch auf Carsten Zelewski treffen, der früher als MfS-Offizier für Landers’ Armeeeinheit zuständig war. Inzwischen hat Doris Theyssen Zelewski bereits in seiner Plattenbauwohnung aufgesucht. Er hatte sich nach einer Bedenkzeit bereiterklärt, seine Aufzeichnungen durchzusehen, um der Spiegel-Reporterin – die ihm dreitausend DM Honorar bietet – bei ihrer Story unter die Arme zu greifen. Zelewski kann als Langzeitarbeitsloser das Geld gut gebrauchen, zudem ist seine Frau alkoholkrank.
Schließlich nimmt Zelewski aber selbst mit Landers Kontakt auf und holt ihn mit seinem Lada konspirativ ab. Er will mit Landers unter vier Augen sprechen, ohne dass die beiden Zeitungsschreiber etwas davon mitbekommen. Auf freiem Feld vor der Stadt klärt er den Nachrichtensprecher darüber auf, dass er bei der Stasi nie als aktiver Mitarbeiter geführt wurde. Bei Unterhaltungsabenden während seiner Armeezeit habe Landers Platten aufgelegt, darunter auch einen Titel von Udo Lindenberg mit heikler Ost-West-Problematik, „Mädchen aus Ostberlin“. Dadurch sei natürlich die Stasi auf ihn aufmerksam geworden. Seine Akte „Pankow“ wurde nur vorsorglich angelegt für den Fall, dass er zur Stasi kommen werde. Damals sei Landers „zugänglich“ erschienen. Die beiden trennen sich wieder. Ratlos schlendert Landers an der Straße durch die Landschaft. Kurz darauf taucht zufällig Margarethe mit ihrem Sportwagen auf. Das glücklich vereinte Paar fährt nach Hamburg zurück.
Zelewski ist wieder zuhause. Er sieht weder für sich noch seine Ehe eine Zukunft und will auch niemanden verraten. Das Spiegel-Honorar lässt er im Wohnzimmer liegen, schreibt einen Abschiedsbrief und lässt sich vom Balkon fallen. Kurz nach Zelewskis Tod taucht Doris Theyssen in der Wohnung auf und steckt, unbehelligt von seiner verwirrten Witwe (die den Selbstmord ihres Mannes noch gar nicht bemerkt hat), ihr Geld wieder ein, ebenso Zelewskis Abschiedsbrief, den sie später durchliest und vernichtet. Allerdings verfolgt die Spiegel-Journalistin die Sache nicht weiter und schickt Landers seine Akte zu, der sie nach kurzem Durchsehen erleichtert und befreit in den Mülleimer wirft. Raschkes reißerischen Artikel in der naz muss der Chefredakteur nach einem Anruf von Blöger kurz vor Druck stoppen.
22. November 1995. Landers sitzt wieder auf seinem Sprecherstuhl vor der Kamera und moderiert die Nachrichten.

## Kritiken
„Ein Film, nahezu perfekt, der sich den gebrochenen Biographien der jüngeren deutsch-deutschen Vergangenheit widmet, getragen von einem außergewöhnlich starken Schauspieler-Ensemble.“

„Ein Film der – mindestens – so gut gelingt wie der Roman, auf dem er basiert. […] Und an diesem Fernsehfilm beeindruckten die Jury neben Buch und Regie, die hier ausgezeichnet werden, vor allem das gelungene Zusammenwirken aller Teile und Gewerke. Und zwar wirklich aller, nicht nur derer, die wie Kamera und die schauspielerischen Leistungen (wobei vor allem Henry Hübchen als Ex-Stasi-Offizier hervorzuheben wäre) schon auf den ersten Blick nicht zu übersehen sind. Vom Casting der Nebenrollen bis hin zu Ausstattung und Maske und der Auswahl der Locations – hier stimmt das Ganze dieser ausgezeichneten Produktion.“

„(Fernseh-)Film um ein deutsch-deutsches Schicksal, tiefe Gräben und Verunsicherungen, aber auch über Sensationslüsternheit der Medien und die Menschenverachtung des ehemaligen Ministeriums für Staatssicherheit. Überzeugend dank des bemerkenswerten Darsteller-Ensembles, weniger geglückt in Szenen, die die Schmunzelpflicht erfüllen sollen. Sämtliche Gags, die darauf basieren, dass Westler Begriffe benutzen, die Ostler nicht kennen (und umgekehrt), funktionieren nicht, auch wenn sie historisch korrekt sein mögen.“

## Auszeichnungen
- Fernsehfilmpreis der Deutschen Akademie der Darstellenden Künste 2005
- Adolf-Grimme-Preis 2006 für Regie und Buch
- Deutscher Fernsehpreis 2006 für die beste Regie bei einem Fernsehfilm
- Bayerischer Fernsehpreis 2006 für die Regie

## Trivia
Die Vorlage sah eigentlich „Jimmy Page“ als Deckname vor, mit Bezug auf den Song „Stairway to Heaven“ von Led Zeppelin. Da dieser jedoch aus rechtlichen Gründen nicht verwendet werden konnte, wurde die Anspielung „Pankow“ auf den Song „Sonderzug nach Pankow“ von Udo Lindenberg geändert.